# Тихонов, Николай Семёнович
Никола́й Семёнович Ти́хонов (22 ноября [4 декабря] 1896, Санкт-Петербург — 8 февраля 1979[…], Москва) — русский советский писатель, поэт и публицист, общественный деятель. Герой Социалистического Труда (1966). Лауреат Международной Ленинской премии «За укрепление мира между народами» (1957), Ленинской премии (1970) и трёх Сталинских премий первой степени (1942, 1949, 1952). Народный поэт Узбекской ССР и Азербайджанской ССР (1974).

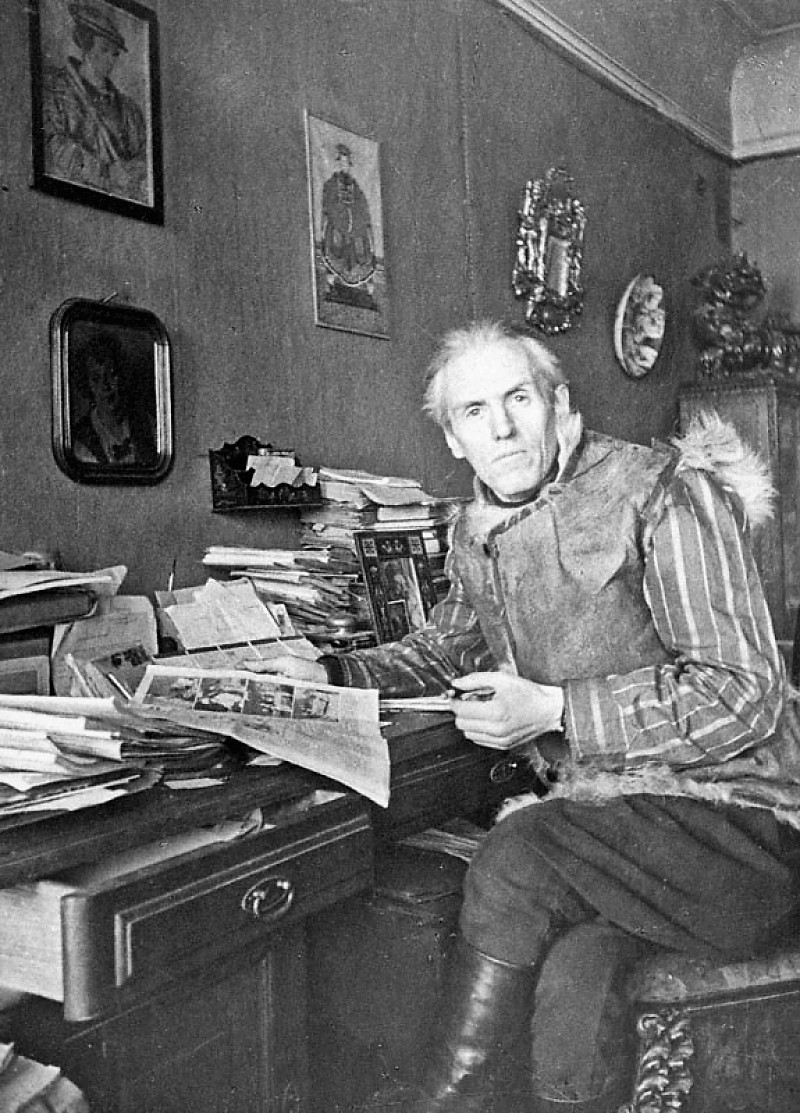
Николай Тихонов в блокадном Ленинграде. Фото С. Струнникова, 1942

## Биография
Николай Тихонов родился 22 ноября (4 декабря) 1896 года в Санкт-Петербурге в семье ремесленника-цирюльника (парикмахера) и портнихи. Отец, богородицкий мещанин Семён Сергеевич Тихонов, числился парикмахером ещё в 1917 году, умер в Петрограде 13 марта 1919 года от паралича сердца в возрасте 65 лет. Мать, Екатерина Давидовна, происходила из крестьян Петербургской губернии. 
Учился сперва в начальной городской школе, затем — в Торговой школе, где в числе прочего преподавали коммерческие науки, товароведение, стенографию. В 1911 году бросил учёбу (по словам поэта, окончил школу), чтобы помогать своей малоимущей семье. Поступил писцом в Главное морское хозяйственное управление.
В 1915 году был призван в армию, где служил в гусарском полку, участвовал в боях, был контужен.
В 1918 году вступил в РККА, в 1922 году был демобилизован.
Рано начал писать стихи. Первая публикация относится к 1918 году. В молодости поэт был последователем Гумилёва, испытал также мощное влияние творчества Киплинга. В 1920-х поэт вошёл в литературное объединение «Серапионовы братья», опубликовал поэму «Сами».
По предположению Бориса Соколова, Тихонов был сыном владельца модного салона-парикмахерской в Петербурге. Не позже мая 1918 г. отец пал жертвой красного террора. Перед Первой мировой войной Тихонов учился в Морском кадетском корпусе, после чего пошёл добровольцем на фронт. В 1917 г. служил в 17-й кавалерийской дивизии, стоявшей вблизи Риги. Сдал экзамен на офицерский чин. Негативно отнёсся к Брестскому миру. Весной 1918 г. пошёл добровольцем в Лужский партизанский (1-й Конный) полк Красной армии С. Н. Булак-Балаховича, вместе с которым в ноябре 1918 г. перешёл на сторону белогвардейского Псковского корпуса, а в январе 1919 г. поступил в Либавский добровольческий стрелковый отряд А. П. Ливена. В составе этого отряда Тихонов принял участие в походе Северо-Западной армии на Петроград. Эпизод из этого похода — августовский рейд британских моряков на Кронштадт — вдохновил Тихонова на создание знаменитой «Баллады о гвоздях». После поражения Н. Н. Юденича Тихонов, видимо, перебрался в Крым к П. Н. Врангелю, но уже в конце 1920 г. оказался в Петрограде, где благодаря протекции Всеволода Рождественского поселился в Доме искусств и пошёл служить в учебно-опытный минный дивизион. В этот период Тихонов подвергся кратковременному аресту ЧК, причиной чему могла быть либо служба у Врангеля, либо подозрение в причастности к заговору Таганцева.
Первые сборники стихов («Орда» и «Брага») вышли в 1922 году. Наибольший читательский интерес вызвали баллады из этих сборников: «Баллада о гвоздях», «Баллада о синем пакете», «Дезертир». На протяжении 1920-х годов Тихонов оставался одним из самых популярных советских поэтов. Строки из его «Баллады о гвоздях» стали крылатыми:

«Гвозди б делать из этих людей:

Крепче б не было в мире гвоздей».

Названные сборники некоторые критики относят к лучшим сочинениям Тихонова; рассуждая об инволюции творчества Ю. Олеши, А. Н. Толстого и многих других писателей с ужесточением идеологического давления в СССР, Бенедикт Сарнов пишет: «достаточно сравнить безликие и беспомощные стихи позднего Николая Тихонова с ранними его поэтическими сборниками „Орда“ и „Брага“».
С конца 1920-х годов много ездил по стране, в частности на Кавказ. Внимательно изучал жизнь и историю народов Кавказа. Занимался переводами грузинских, армянских, дагестанских поэтов. Член правления «Издательства писателей в Ленинграде».
В 1935 году впервые поехал в Западную Европу с советской делегацией на Конгресс в защиту мира в Париже. Неоднократно выступал с политическими заявлениями, поддерживающими линию советского руководства.
Участник советско-финляндской войны 1939—1940 годов. Возглавлял группу писателей и художников при газете «На страже Родины». Во время Великой Отечественной войны работал в Политуправлении Ленинградского фронта. Писал очерки и рассказы, статьи и листовки, стихи и обращения. Стихи этого периода вошли в книгу «Огненный год» (1942 год), самое известное произведение военных лет — поэма «Киров с нами».
В послевоенный период Тихонов писал меньше, что было связано со значительными общественными нагрузками. В мае 1947 года в рамках борьбы с космополитизмом Николай Тихонов обрушился с критикой на изданную ещё в 1941 году книгу И. М. Нусинова «Пушкин и мировая литература», обвинив автора в том, что Пушкин у него «выглядит всего лишь придатком западной литературы», в преклонении перед Западом, в забвении того, что только русская литература «имеет право на то, чтобы учить других новой общечеловеческой морали», назвав автора «беспаспортным бродягой в человечестве».
С 1949 года Тихонов был председателем Советского комитета защиты мира, в 1950 году стал членом Бюро ВСМ. Побывал в составе советских делегаций в ряде стран Европы и Азии. В 1944—1946 годах был председателем правления СП СССР, с 1946 года — заместитель генерального секретаря СП СССР. Депутат ВС СССР 2—9 созывов с 1946 года, ВС РСФСР и Моссовета. Заместитель председателя Комитета по Сталинским премиям в области литературы и искусства. Беспартийный.
Татьяна Лещенко-Сухомлина в 1958 году записала в дневнике: «Он ярый сталинец! Дорогой ценой достались ему чины и блага житейские! <…> В доме Тихоновых фотографии Сталина понатыканы!».
В 1966 году первым среди советских писателей был удостоен звания Героя Социалистического Труда.
Подписал Письмо группы советских писателей в редакцию газеты «Правда» 31 августа 1973 года о Солженицыне и Сахарове.
Тихонов и Л. И. Брежнев — единственные, кто был награждён и Ленинской премией, и Международной Ленинской премией «За укрепление мира между народами».
Скончался 8 февраля 1979 года в Москве. Незадолго до смерти, выступая по советскому радио, вспоминал о своём учителе Н. С. Гумилёве и цитировал его стихи. Похоронен на Новодевичьем кладбище (участок № 9). Известны живописные и графические портреты Н. Тихонова, исполненные в разные годы советскими художниками, в том числе Т. К. Афониной (1980).
- 22 ноября 1896—1915 годы: дом Г. В. Лерхе — Большая Морская улица, 25;
- 1920—1921 годы: ДИСК — проспект 25-го Октября, 15;
- 1924 год: Зверинская ул., 2, кв. 21;
- 1924—1944 годы: доходный дом В. Г. Чубакова — проспект Карла Либкнехта, 5 (ныне Большой пр. П. С.)

## Творческое наследие
- Избранные произведения: В 2-х тт. — М.—Л.: ГИХЛ, 1955.
- Собрание сочинений в 7 томах. — М.: ХЛ, 1974—1975.
- Собрание сочинений в 7 томах. — М.: ИХЛ, 1985—1986.
- Перекрёсток утопий. — Москва: Новый Ключ, 2002.

### Поэтические сборники
- Орда. П., «Островитяне», 1922 г., 62 с.
- Брага, М., «Круг», (1922)
- «Двенадцать баллад» Л., ГИЗ (1925)
- Красные на Араксе. Л. ГИЗ, 1927
- Поиски героя. Л., Прибой, 1927
- Война. — Ленинград: Ленгихл, 1933.
- «Тень друга» (1935)
- «Огненный год» (1942)
- «Грузинская весна» (1949)
- «Два потока» (1951)
- «На втором Всемирном конгрессе мира» (1951)

### Поэмы
- Сами (1921)
- Лицом к лицу (1924)
- Дорога (1925)
- Красные на Араксе (1925)
- Выра (1927)
- Нашествие леса
- Сегодня рождение
- Шахматы
- Киров с нами (1941)
- Ночь в Смольном (1949)
- Слово о 28 гвардейцах (1942, март)
- Надписи на стенах Рейхстага

### Прозаические произведения
- «Кочевники» (1931)
- «Война» (1931)
- «Клинки и тачанки» (1932)
- «Клятва в тумане» Л., изд. писателей, 1933.
- «Ленинградские рассказы» (1942)
- «Белое чудо» (1956)
- «Вамбери» (1957)
- «Шесть колонн» (1968)

### Сборники прозы
- В те дни (1946)[15].
- Ленинградский год (1943)[16]

### Статьи и воспоминания
- «Двойная радуга. Рассказы-воспоминания» (1964)
- «Писатель и эпоха» (1972).

## Цитаты
Николай Тихонов в 1921 году написал знаменитое стихотворение о последствиях Октябрьской революции и гражданской войны в России:
Мы разучились нищим подавать,

Дышать над морем высотой соленой,

Встречать зарю и в лавках покупать

За медный мусор — золото лимонов.

Случайно к нам заходят корабли,

И рельсы груз проносят по привычке;

Пересчитай людей моей земли —

И сколько мертвых встанет в перекличке.

Но всем торжественно пренебрежем.

Нож сломанный в работе не годится,

Но этим чёрным, сломанным ножом

Разрезаны бессмертные страницы.— Строфы века. Антология русской поэзии. Сост. Е. Евтушенко. Минск, Москва: Полифакт, 1995.

## Награды и премии
- Сталинская премия первой степени (1942) — за поэму «Киров с нами» (1941) и стихотворения «В лесах, на полянах мшистых…», «Растёт, шумит тот вихрь народной славы…» и др.[17]
- Сталинская премия первой степени (1949) — за сборник стихов «Грузинская весна» (1949)[18]
- Сталинская премия первой степени (1952) — за сборники стихов «Два потока» (1951), «На Втором Всемирном конгрессе сторонников мира» (1951)
- Ленинская премия (1970) — за книгу «Шесть колонн» (1968)
- Международная Ленинская премия «За укрепление мира между народами» (1957)
- Государственная премия УССР имени Т. Г. Шевченко (1964) — за популяризацию творчества Т. Г. Шевченко и переводы на русский язык украинской поэзии
- Государственная премия СОАССР имени К. Л. Хетагурова (1965)[19] — за заслуги в развитии осетинской литературы (стихи, рассказы, очерки об Осетии, статьи о творчестве К. Хетагурова и осетинской поэзии, а также за переводы произведений К. Хетагурова и других осетинских поэтов и прозаиков на русский язык)
- Герой Социалистического Труда (02.12.1966)
- четыре ордена Ленина

1. 31.01.1939
2. 01.12.1956 — в связи с 60-летием со дня рождения и отмечая выдающиеся заслуги в развитии советской литературы
3. 02.12.1966 — к званию Герой Социалистического Труда
4. 03.12.1976 — в связи с 80-летием со дня рождения

- орден Октябрьской Революции (02.07.1971)
- орден Красного Знамени (11.04.1940) — за участие в советско-финляндской войне
- орден Отечественной войны 1-й степени (26.05.1943, был представлен к ордену Отечественной войны II степени)
- орден Трудового Красного Знамени (04.12.1946)
- медаль «За оборону Ленинграда» (3.6.1943) и другие медали
- Народный поэт Азербайджанской ССР (17.01.1974)[20]
- Народный поэт Узбекской ССР (1974)
- Золотая медаль имени Александра Фадеева (1975)

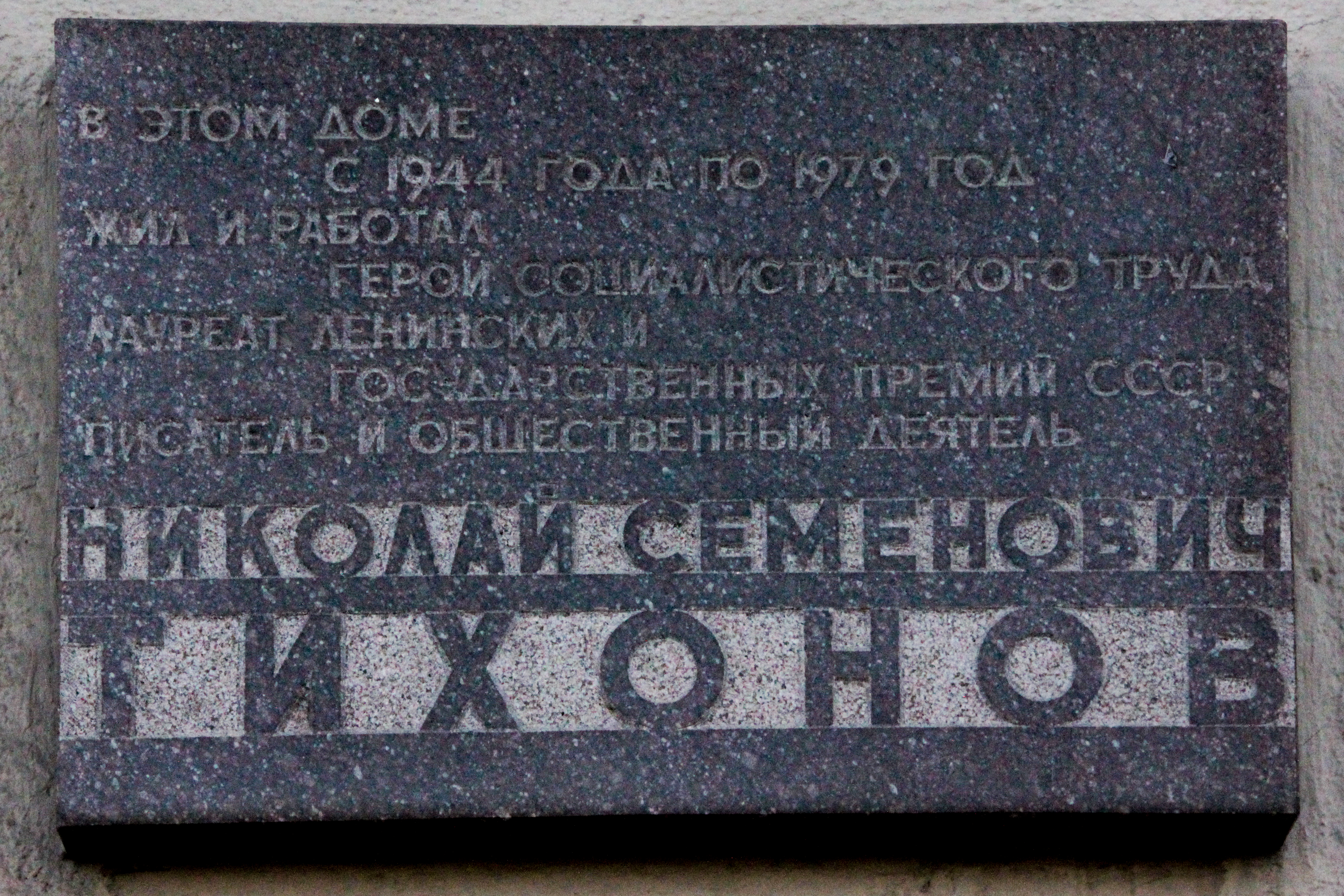
Мемориальная доска на стене дома, по адресу улица Серафимовича, дом 2, где проживал Н. С. Тихонов с 1944 по 1979 год

## Память
В 1980 году улица Набережная в Махачкале была переименована в улицу Николая Тихонова.